# Caspar Wessel
Caspar Wessel (Vestby, 8 de junho de 1745 — Copenhague, 25 de março de 1818) foi um matemático e cartógrafo dinamarquês-norueguês. Em 1799, Wessel foi a primeira pessoa a descrever a interpretação geométrica de números complexos como pontos no plano complexo e vetores.

## Vida
Wessel nasceu em Vestby, Noruega e cresceu lá. Ele era filho do clérigo Jonas Wessel (1707-1785) e sua esposa Helene Maria Schumacher (1715-1789). Seus 12 irmãos incluíam o futuro escritor Johan Herman Wessel e o jurista, funcionário público e proprietário de terras Ole Christopher Wessel (1744–1794). Seu pai era sobrinho de Ole Wessel, vigário de Vestby e, por sua vez, irmão do herói de guerra naval Peter Wessel Tordenskiold. Após a morte de Ole Wessel em 1748, Jonas Wessel, que anteriormente havia sido capelão sob seu comando, assumiu o pastorado em Vestby.
Caspar Wessel inicialmente recebeu educação em casa e a partir de 1757 frequentou a escola latina em Christiania (Oslo), onde Peter Albert Bartholin foi seu professor. Bartholin também lhe deu aulas particulares gratuitas de desenho, que Wessel mencionou com gratidão décadas depois. Em 1761 ele foi para a Universidade de Copenhagen para estudar direito e passou no exame philosophicum no ano seguinte.
Por motivos financeiros, porém, Wessel interrompeu os estudos e em 1764 tornou-se assistente de seu irmão Ole Christopher Wessel, que na época trabalhava como agrimensor. Ele participou com ele em um extenso projeto de pesquisa liderado pela Real Academia Dinamarquesa de Ciências. Em 1766 assumiu o cargo de agrimensor e manteve-se nesta profissão ao longo da vida, embora tenha tirado licença remunerada em 1778 para continuar os estudos e obter o grau de "candidatus juris".
Como cartógrafo, Wessel fez quatro mapas parciais da ilha dinamarquesa da Zelândia entre 1768 e 1772. Em 1777 ele desenhou o mapa principal da Zelândia (com Møn ) junto com o norueguês Hans Skanke. Outro mapa de Wessel de 1780 mostra a parte norte da ilha de Funen. Em 1796, o levantamento da Dinamarca foi concluído.
Nesse ínterim - de 1782 a 1785 - Wessel pesquisou o Ducado de Oldenburg para o Oldenburgische Vogteikarte. Ele também esteve envolvido no levantamento de Schleswig e Holstein.
Em 1780, Wessel casou-se com a viúva Cathrine Elisabeth Brinck, nascida Müller († 1791), de quem se separou novamente em 1785. No ano seguinte mudou-se para a Jutlândia (incluindo Ålborg) e só voltou para Copenhague após a morte de sua ex-esposa.
Em 1797, Wessel submeteu seu único trabalho matemático à Real Academia Dinamarquesa de Ciências, intitulado Om Directionens analytiske betegning (Sobre a representação analítica da direção), que foi publicado nas Mémoires da Academia Dinamarquesa de Ciências em 1799. Nela, Wessel propôs, independentemente de Jean Robert Argand, a interpretação geométrica dos números complexos como pontos do plano. Seu trabalho passou despercebido por muito tempo e só foi redescoberto e apreciado em 1897 pelo matemático Christian Juel. Apenas um trabalho de Carl Friedrich Gauss sobre resíduos quadráticos de 1831 ajudou essa interpretação a alcançar um avanço.
Em 1798, Caspar Wessel recebeu o título de inspetor de agrimensura. Em 1805 ele se aposentou. Em reconhecimento aos seus méritos em agrimensura, ele foi feito cavaleiro da Ordem do Dannebrog em 1815. Ele morreu em 1818 e foi enterrado no Cemitério de Assistência em Copenhague.
Os mapas originais de Wessel estão no Map and Land Register Office em Copenhague, na Biblioteca Real Dinamarquesa e no departamento de Oldenburg dos Arquivos do Estado da Baixa Saxônia.